# Aleksandr Borodjoek
Aleksandr Genrichovitsj Borodjoek (Russisch: Александр Генрихович Бородюк) (Voronezj, 30 november 1962) is een Russisch voetbalcoach en voormalig voetballer. Hij was als speler international van zowel het nationaal elftal van de Sovjet-Unie als het Russisch voetbalelftal. Borodjoek werd in maart 2017 aangesteld als bondscoach van het Kazachs voetbalelftal. In januari 2018 nam hij zelf ontslag bij het nationale elftal.